# Huntley, Illinois
Huntley là một làng thuộc quận McHenry, tiểu bang Illinois, Hoa Kỳ. Năm 2010, dân số của làng này là 24291 người.

## Dân số
Dân số qua các năm:
- Năm 2000: 5730 người.
- Năm 2010: 24291 người.